# La dernière séance
La dernière séance è un film documentario del 2021 diretto da Gianluca Matarrese.
Il film è stato presentato in concorso alla 78ª Mostra internazionale d'arte cinematografica di Venezia, dove ha vinto il Queer Lion 2021.

## Trama
Il sessantatreenne Bernard è appena andato in pensione e sta per traslocare in una nuova casa. Mentre prepara gli scatoloni con il suo ultimo amante, Bernard ripensa alla sua vita privata e sessuale, ripercorrendo le sue esperienze di BDSM e gli anni drammatici della crisi dell'AIDS.

## Riconoscimenti
- 2021 - Mostra internazionale d'arte cinematografica
  - Queer Lion